# 리첸 (권투 선수)
리첸(중국어: 李倩, 병음: Lǐ Qiàn, 한자음: 이청, 1990년 6월 6일~)은 중화인민공화국의 권투 선수이다. 올림픽에 3회 연속으로 여자 미들급에서 메달을 획득했으며 첫 올림픽인 2016년 하계 올림픽에서 동메달, 2020년 하계 올림픽에서 은메달, 2024년 하계 올림픽에서 금메달을 획득했다.